# Amphiascopsis angrapequensis
Amphiascopsis angrapequensis is een eenoogkreeftjessoort uit de familie van de Miraciidae. De wetenschappelijke naam van de soort is voor het eerst geldig gepubliceerd in 1916 door Pesta.